# Arquidiócesis de Rabaul
La arquidiócesis de Rabaul (en latín: Archidioecesis Rabaulensis y en inglés: Roman Catholic Archdiocese of Rabaul) es una circunscripción eclesiástica de la Iglesia católica en Papúa Nueva Guinea. Se trata de una arquidiócesis latina, sede metropolitana de la provincia eclesiástica de Rabaul. Desde el 26 de julio de 2019 su arzobispo es Rochus Josef Tatamai, de los M.S.C..

## Territorio y organización
La arquidiócesis tiene 19 320 km² y extiende su jurisdicción sobre los fieles católicos de rito latino residentes en la provincia de Nueva Bretaña Oriental.
La sede de la arquidiócesis se encuentra en la ciudad de Kokopo (con el nombre de Herbertshöhe, fue la capital de la administración alemana de 1884 hasta 1910), en donde se halla la Catedral del Sagrado Corazón de Jesús. En Rabaul se encuentra la Concatedral de San Francisco Javier.
La arquidiócesis tiene como sufragáneas a las diócesis de: Bougainville, Kavieng y Kimbe.
En 2022 en la arquidiócesis existían 41 parroquias agrupadas en 3 vicariatos: Rabaul, Kokopo y Pomio. En este último vicariato, a las parroquias de los valles y de las montañas sólo se puede llegar a pie, después de una navegación en barco.

## Historia
El vicariato apostólico de Nueva Bretaña fue erigido el 10 de mayo de 1889 mediante el breve Ut catholica fides del papa León XIII, obteniendo el territorio del vicariato apostólico de Melanesia (hoy suprimido) y encomendado a los Misioneros del Sagrado Corazón. El cuidado pastoral del vicariato apostólico de Micronesia fue confiado al vicariato apostólico de Nueva Bretaña.
El obispo Louis Couppé, vicario apostólico de Nueva Bretaña, envió seis peticiones al cardenal Giovanni Simeoni de la Congregación de Propaganda Fide el 24 de noviembre de 1890:
- el plan para reunir la parte alemana de Nueva Guinea con el vicariato apostólico de Nueva Bretaña;
- la solicitud de cambiar el nombre oficial del vicariato a Nueva Pomerania en lugar de Nueva Bretaña, ya que el gobierno alemán insistía en el nuevo nombre de la isla;
- la solicitud de creación de una prefectura apostólica de Micronesia;
- otras tres peticiones de más libros y personal eclesiástico.[4]

El 8 de diciembre de 1890 asumió el nombre de vicariato apostólico de Nueva Pomerania. A pesar de ser un protectorado alemán con el nombre de Nueva Pomerania desde 1884, los Anuarios Pontificios continuaron llevando el nombre de vicariato apostólico de Nueva Bretaña hasta la edición de 1894, en donde aparece el nombre correcto de vicariato apostólico de Nueva Pomerania.
El 24 de febrero de 1896 cedió una parte de su territorio para la erección de la prefectura apostólica de la Tierra del Emperador Guillermo (hoy arquidiócesis de Madang).
El 14 de noviembre de 1922 asumió el nombre de vicariato apostólico de Rabaul como consecuencia del decreto Post exstinctum de la Congregación de Propaganda Fide.
El 7 de julio de 1945 fue martirizado en Vunaiara Peter To Rot, catequista que defendía el matrimonio y la familia cristiana. Se convirtió en el primer beato de Papúa Nueva Guinea el 17 de enero de 1995.
El 5 de julio de 1957 cedió otra porción de territorio para la erección del vicariato apostólico de Kavieng (hoy diócesis de Kavieng) mediante la bula Cum apostolicum del papa Pío XII.
El 15 de noviembre de 1966 el vicariato apostólico fue elevado al rango de arquidiócesis metropolitana mediante la bula Laeta incrementa del papa Pablo VI.
El 19 de septiembre de 1994 Rabaul fue destruida por la erupción de los volcanes Tavurvur y Vulcan. Por esta razón la ceremonia de beatificación de Peter To Rot, presidida por el papa Juan Pablo II, no pudo realizarse en Rabaul y se trasladó a Puerto Moresby. Por esa misma razón, la sede de la arquidiócesis tuvo que ser trasladada en 1997 al distrito de Vunapope en Kokopo, a había sido trasladada la capital provincial en 1994.
El 4 de julio de 2003 cedió una porción adicional de territorio para la erección de la diócesis de Kimbe mediante la bula Cum ad provehendam del papa Juan Pablo II.

## Estadísticas
Según el Anuario Pontificio 2023 la arquidiócesis tenía a fines de 2022 un total de 187 500 fieles bautizados.
| Año                                                                             | Población            | Población | Población      | Sacerdotes | Sacerdotes    | Sacerdotes    | Bautizados por sacerdote | Diáconos permanentes | Religiosos | Religiosos | Parroquias |
| Año                                                                             | Bautizados católicos | Total     | % de católicos | Total      | Clero secular | Clero regular | Bautizados por sacerdote | Diáconos permanentes | Varones    | Mujeres    | Parroquias |
| ------------------------------------------------------------------------------- | -------------------- | --------- | -------------- | ---------- | ------------- | ------------- | ------------------------ | -------------------- | ---------- | ---------- | ---------- |
| 1970                                                                            | 100 638              | 150 000   | 67.1           | 61         | 3             | 58            | 1649                     |                      | 111        | 227        | 45         |
| 1980                                                                            | 140 300              | 205 000   | 68.4           | 52         | 4             | 48            | 2698                     |                      | 92         | 226        | 46         |
| 1990                                                                            | 164 000              | 269 000   | 61.0           | 64         | 14            | 50            | 2562                     |                      | 78         | 216        | 75         |
| 1999                                                                            | 221 300              | 404 300   | 54.7           | 67         | 25            | 42            | 3302                     |                      | 69         | 142        | 44         |
| 2000                                                                            | 224 840              | 411 790   | 54.6           | 69         | 31            | 38            | 3258                     |                      | 89         | 131        | 44         |
| 2001                                                                            | 227 250              | 418 500   | 54.3           | 66         | 29            | 37            | 3443                     |                      | 88         | 122        | 44         |
| 2002                                                                            | 233 450              | 419 450   | 55.7           | 66         | 30            | 36            | 3537                     |                      | 82         | 141        | 44         |
| 2003                                                                            | 110 000              | 180 000   | 61.1           | 27         | 18            | 9             | 4074                     |                      | 38         | 19         | 18         |
| 2004                                                                            | 131 500              | 235 600   | 55.8           | 49         | 22            | 27            | 2683                     |                      | 95         | 135        | 29         |
| 2010                                                                            | 149 870              | 285 540   | 52.5           | 60         | 36            | 24            | 2497                     |                      | 51         | 135        | 33         |
| 2014                                                                            | 159 480              | 308 600   | 51.7           | 66         | 47            | 19            | 2416                     |                      | 48         | 117        | 35         |
| 2017                                                                            | 155 407              | 354 004   | 43.9           | 67         | 47            | 20            | 2319                     |                      | 38         | 128        | 38         |
| 2020                                                                            | 178 652              | 384 952   | 46.4           | 68         | 54            | 14            | 2627                     |                      | 26         | 121        | 41         |
| 2022                                                                            | 187 500              | 405 000   | 46.3           | 71         | 57            | 14            | 2640                     |                      | 26         | 121        | 41         |
| Fuente: Catholic-Hierarchy, que a su vez toma los datos del Anuario Pontificio. |                      |           |                |            |               |               |                          |                      |            |            |            |

## Episcopologio
- Enrico Verjus, M.S.C. † (10 de mayo de 1889-28 de diciembre de 1889 nombrado coadjutor del vicario apostólico de la Nueva Guinea)
- Louis Couppé, M.S.C. † (26 de diciembre de 1889-1923 renunció)
- Gerard Vesters, M.S.C. † (2 de febrero de 1923-1939 renunció)
- Leo Isidore Scharmach, M.S.C. † (13 de junio de 1939-6 de agosto de 1962 renunció)
- Johannes Höhne, M.S.C. † (1 de marzo de 1963-27 de mayo de 1978 falleció)
- Albert-Leo Bundervoet, M.S.C. † (6 de marzo de 1980-29 de marzo de 1989 falleció)
- Karl Hesse, M.S.C. † (7 de julio de 1990-11 de agosto de 2011 retirado)
- Francesco Panfilo, S.D.B. (11 de agosto de 2011 por sucesión-19 de junio de 2020 retirado)
- Rochus Josef Tatamai, M.S.C., desde el 19 de junio de 2020